# Giuseppe Taliercio
Giuseppe Taliercio (Carrara, 8 agosto 1927 – Venezia, 5 luglio 1981) è stato un ingegnere e dirigente d'azienda italiano, direttore dello stabilimento petrolchimico della Montedison di Marghera, vittima delle Brigate Rosse e insignito postumo della medaglia d'oro al valor civile.

## Biografia
Giuseppe Taliercio era l'ultimo di quattro figli. La madre, Clorinda Buono, rimasta vedova del marito Luigi (erano entrambi ischitani), mantenne i figli con un negozio di terrecotte e articoli vari. Dopo aver frequentato il liceo scientifico "Guglielmo Marconi" di Carrara, si laureò in Ingegneria all'Università di Pisa. Nel 1952 ricevette l'impiego allo stabilimento petrolchimico della Montedison di Porto Marghera, di cui divenne in seguito direttore generale. Nel 1954 sposò Gabriella, conosciuta nelle file dell'Azione Cattolica, e si stabilì a Mestre. Dal loro matrimonio nacquero cinque figli. 
All'inizio degli anni ottanta la situazione di conflittualità a Porto Marghera era molto elevata. Il 29 gennaio 1980 era stato ucciso Sergio Gori, vicedirettore dello stabilimento, e pochi mesi dopo, il 12 maggio, venne assassinato il commissario Alfredo Albanese, che seguiva le indagini dell'omicidio Gori. Le Brigate rosse ritenevano Taliercio responsabile delle morti sul lavoro verificatesi nel corso del suo operato manageriale. 

### Sequestro e assassinio
Taliercio venne rapito il 20 maggio 1981 da alcuni brigatisti della colonna veneta. Tre uomini in borghese e uno vestito da finanziere suonarono nella sua abitazione, dove era con moglie e figli, lo rinchiusero in una cassa e lo portarono via. Fu nascosto in un casolare nei dintorni di Udine. Dopo 46 giorni di prigionia, Antonio Savasta, considerato il capo dei brigatisti veneti, eseguì la sentenza sparando una ventina di colpi con due diverse pistole contro il baule in cui Taliercio era stato rinchiuso.
Venne fatto ritrovare cadavere nelle vicinanze della Montedison, rinchiuso nel bagagliaio di una Fiat 128.
Durante la sua prigionia le Brigate Rosse non chiesero mai esplicitamente una contropartita per la sua liberazione. Francescutti, uno dei tre brigatisti autori del sequestro, disse: «Chi delle BR gestiva da Roma questo sequestro si aspettava che la controparte facesse delle offerte. L'idea di aver rapito un responsabile di un delitto sociale come le morti sul lavoro o l'inquinamento era come se ci desse il diritto di vita o morte». Alle BR però non vennero fatte offerte, e solamente vent'anni dopo un dirigente della Montedison affermerà che l'allora presidente Schimberni aveva dato carta bianca in caso servisse denaro per la liberazione di Taliercio. I risultati dell'autopsia rivelarono che Taliercio non aveva mangiato negli ultimi cinque giorni e che aveva un incisivo rotto alla radice, verosimilmente a causa di maltrattamenti; durante la prigionia, come poi emerse nel corso del processo, egli si era opposto alla collaborazione coi carcerieri.
Il funerale si svolse il 10 luglio del 1981 nella chiesa parrocchiale di Marina di Carrara alla presenza del presidente della Repubblica Sandro Pertini. Giuseppe Taliercio, che è sepolto nel cimitero di Turigliano, quando venne ucciso aveva 53 anni.

### Processo
Antonio Savasta, membro delle Brigate Rosse, che confessò di essere stato l'autore dell'omicidio e divenne collaboratore di giustizia, grazie ad un forte sconto di pena fu condannato a 10 anni di carcere; il terrorista Cesare Di Lenardo ed i tre esecutori materiali del sequestro, Pietro Vanzi, Francesco Lo Bianco e Gianni Francescutti, vennero condannati all'ergastolo.

## Riconoscimenti

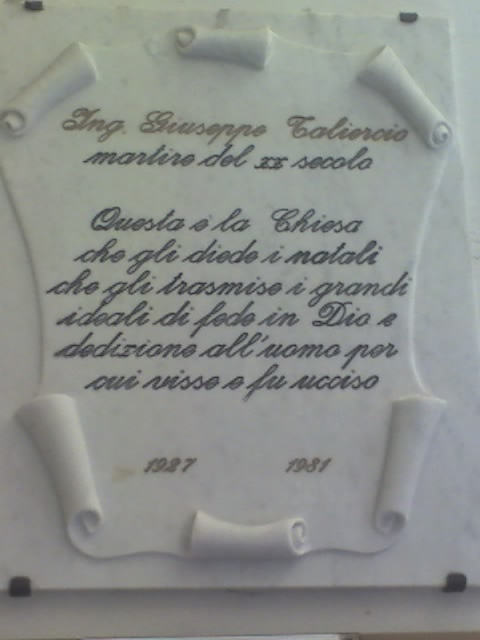
Lapide in memoria nella parrocchia di Marina di Carrara

- È stata intitolata a suo nome la Fondazione "Fondirigenti Giuseppe Taliercio", promossa da Confindustria e Federmanager, per lo sviluppo della cultura manageriale d'impresa[6].
- Sono inoltre intitolati a suo nome il Palazzo dello Sport di Mestre, una scuola di Marina di Carrara (Scuola Media Taliercio) e un'aula dell'Università degli Studi di Padova.
- Nel luogo del ritrovamento della salma (incrocio via Pasini-via Bottenigo, Marghera) è presente un cippo in memoria.

- A lui è stata dedicata nel 2010 una puntata di La Storia siamo noi su Rai 2[7].
- I 47 giorni del rapimento di Taliercio sono raccontati nel romanzo di Pierluigi Vito I prigionieri edito da Augh! e totalmente dedicato al suo sequestro.[8]